# Макаровка (Саранський міський округ)
Мака́ровка (рос. Макаровка) — село у складі Саранського міського округу Мордовії, Росія.

## Населення
Населення — 856 осіб (2010; 744 у 2002).
Національний склад (станом на 2002 рік):
- росіяни — 87 %